# Bibio brunetti
Bibio brunetti är en tvåvingeart som beskrevs av Hardy 1973. Bibio brunetti ingår i släktet Bibio och familjen hårmyggor. Inga underarter finns listade i Catalogue of Life.